# Апостол Обедников
Апостол Георгиев Обедников (изписване до 1945 година: Апостолъ Георгиевъ Обѣдниковъ) е български революционер, деец на Вътрешната македоно-одринска революционна организация.

## Биография
Апостол Обедников е роден в 1880 година в битолското село Мало Сърбци, тогава в Османската империя, днес в Гърция. Влиза във ВМОРО, покръстен от селския войвода Митре Михайлов Далъчев. Служи като легален деец, куриер и свръзка между четите на Георги Сугарев, Ацко Трайчев и Иван Димов – Пашата в Смилевския революционен район. Къщата му е скривалище за оръжие, дрехи и провизии на Организацията. Участва в Илинденско-Преображенското въстание през лятото на 1903 година като четник на Ацко войвода и се сражава при Рамна и при Гявато на 12 август (стар стил) за спасяването на обсадената чета на Георги Сугарев. След въстанието се легализира при общата амнистия.
На 28 април 1943 година, като жител на Варна, подава молба за българска народна пенсия, която е одобрена и пенсията е отпусната от Министерския съвет на Царство България.